# Airhub Airlines
All aviation services under one roof!
Airhub Airlines est une compagnie aérienne basée à Malte, spécialisée dans les vols en ACMI. Elle appartient au groupe Airhub Aviation group. Elle assure des vols moyen et long courrier grâce à une flotte d'Airbus A320, A330 et A340 pour le compte de compagnies aériennes.

## Histoire
La compagnie a obtenu son permis de transporteur aérien étranger (FACP) du Département américain des transports (DOT), lui permettant d'exploiter des services d'affrètement à destination et en provenance des États-Unis.
Airhub Airlines demande le FACP le 3 août, deux semaines seulement après avoir obtenu son certificat d'opérateur aérien. Le DOT a accordé le permis à la compagnie aérienne le 27 août 2020.
Elle a réceptionné un premier Airbus A320 de sa maison mère Getjet Airlines en juillet 2020.
La compagnie a assuré son premier vol le 25 août 2020 de Vilnius à Heraklion avec un Airbus A320 pour le compte de sa maison mère Getjet Airlines.

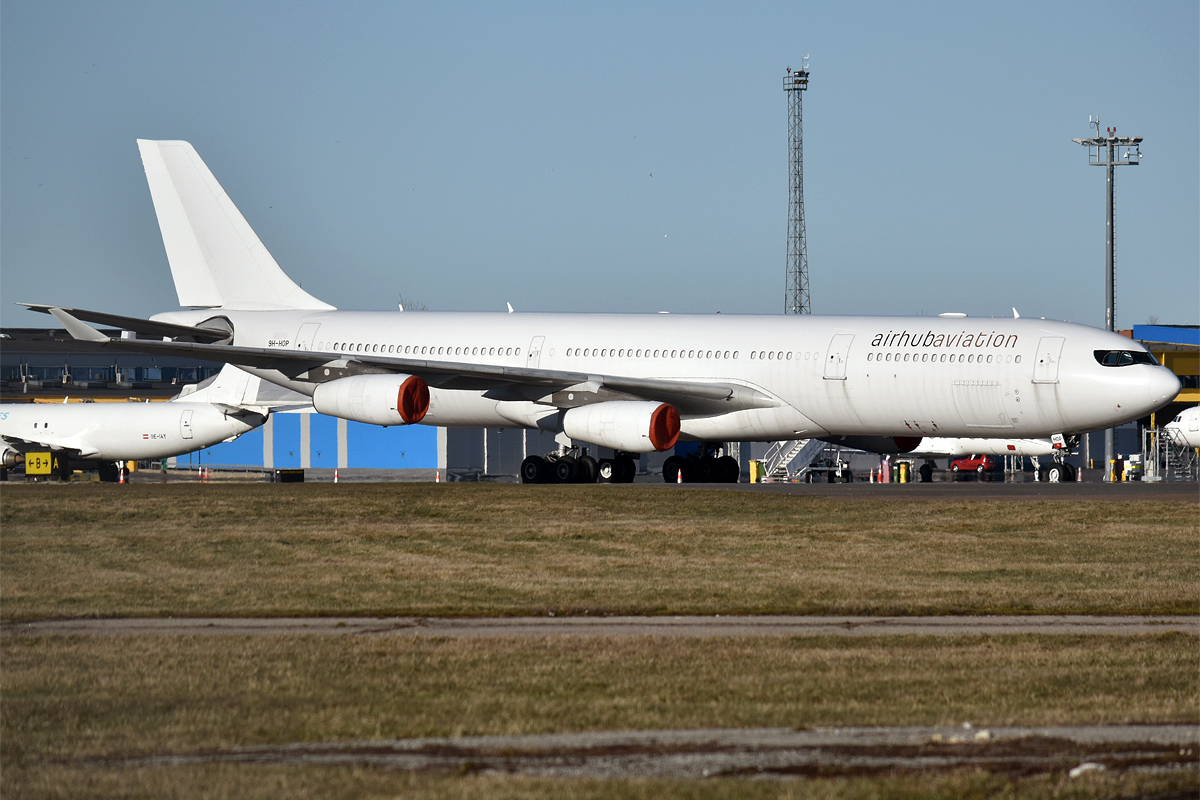
Un Airbus A340 destiné au long courrier

Elle se développe dans le long courrier par la suite avec des Airbus A330, A340 et prend livraison d'autres A320.